# MS75
De MS75 zijn 44 vierdelige elektrische treinstellen van de Belgische spoorwegmaatschappij NMBS, gebouwd in 1975-77 en genummerd in de reeks 801-844. De bagageafdeling bevindt zich aan het uiteinde van het eersteklasserijtuig. Door de opvallende vorm van de cabine worden ze ook Varkensneus genoemd.
Ze kunnen onder 1500 volt ook in Nederland rijden, zij het op één vierde van hun vermogen, en zijn toegelaten voor grensoverschrijdend verkeer op het baanvak Antwerpen – Essen-Grens – Roosendaal, waar ze in de S-dienst (d.w.z. de stoptreindienst rond de stad) rijden op lijn S32 Roosendaal – Antwerpen-Centraal – Antwerpen-Zuid - Boom – Puurs.

## Uitvoering
Hoewel het uiterlijk grondig verschilt, is de reeks voor een groot deel technisch analoog aan een dubbel klassiek motorstel. Het MS75-treinstel kan hiermee ook gekoppeld worden door middel van de Henricot-mechanische koppeling (waarbij het elektrisch en pneumatisch koppelen nog door de rangeerder/schouwer met de hand moet gebeuren) en als één geheel bestuurd worden in treinschakeling, zowel met de chopper-modellen als die met Jeumont-Heidmann-schakeling.
Het eersteklasserijtuig kent aan beide uiteinden een balkon. Ter hoogte van de machinistencabine (die overigens significant groter is dan die van de voorgangers de klassieke treinstellen) bevindt zich een kleine bagageruimte met een oppervlakte van 7 vierkante meter. De overige drie rijtuigen kennen op 1/4e en 3/4e deel van het rijtuig dubbele deuren. In elk rijtuig was tot voor de latere modernisering een toilet aanwezig. Elk rijtuig heeft alleen open afdelingen met een middengang.
De treinstellen kregen bij indienststelling een grijs/oranje kleurstelling. Op een later moment werden de treinen voorzien van een rode kleurstelling.

## Modernisering
Tussen 2010 en 2015 kreeg stel 843 een volledige revisie in de Centrale Werkplaats van Mechelen, met een vernieuwd interieur en New Look-kleurstelling, als prototype voor een gehele revisie van de rest van de reeks. Alle 44 motorstellen zouden tegen 2020 vernieuwd moeten zijn.
Bij de modernisering verloren de stellen hun tweede stroomafnemer en werden de meest recent gemoderniseerde treinstellen uitgerust met een derde koplicht om op het Nederlandse spoornet te mogen rijden. Ook het interieur werd grondig vernieuwd, de vier toiletten werden teruggebracht naar twee exemplaren, er werd een multifunctionele ruimte voor fietsen en rolstoelgebruikers ingericht (met klapstoelen tegen de zijwanden) en de stellen werden voorzien van een reizigersinformatiesysteem met automatische halteaankondiging en ledschermen.
Begin oktober 2024 kreeg 824 een tussentijdse revisie en heeft deze een derde koplamp gekregen.

## Inzet
De treinstellen worden vooral rond Antwerpen ingezet als S-trein (S32 & S33) en voor een aantal IC-diensten naar Turnhout (IC-11 & IC-30). Van 1980 tot 1998 reden ze ook de IC-diensten Oostende - Antwerpen - Roosendaal. Sporadisch zijn ze ook te zien op de verbinding Antwerpen - Charleroi (IC-05 & IC-07) en op een aantal S- en P-treinen rond Charleroi (S61 & S62). Deze worden ook ingezet op de spoorlijn tussen Sint-Niklaas en Mechelen. Sinds december 2024 worden deze stellen ook ingezet op de lijn Leuven - Mechelen - Gent.

## Technisch
- Het treinstel wordt aangedreven door gelijkstroommotoren die door een chopper (met thyristoren) worden aangestuurd.

## Trivia
In september 2019 vernielde een brand stellen 826 en 831 in het rangeerstation in Schaarbeek.
Stel 810 is niet meer rijvaardig en werd niet gemoderniseerd.

## Foto's

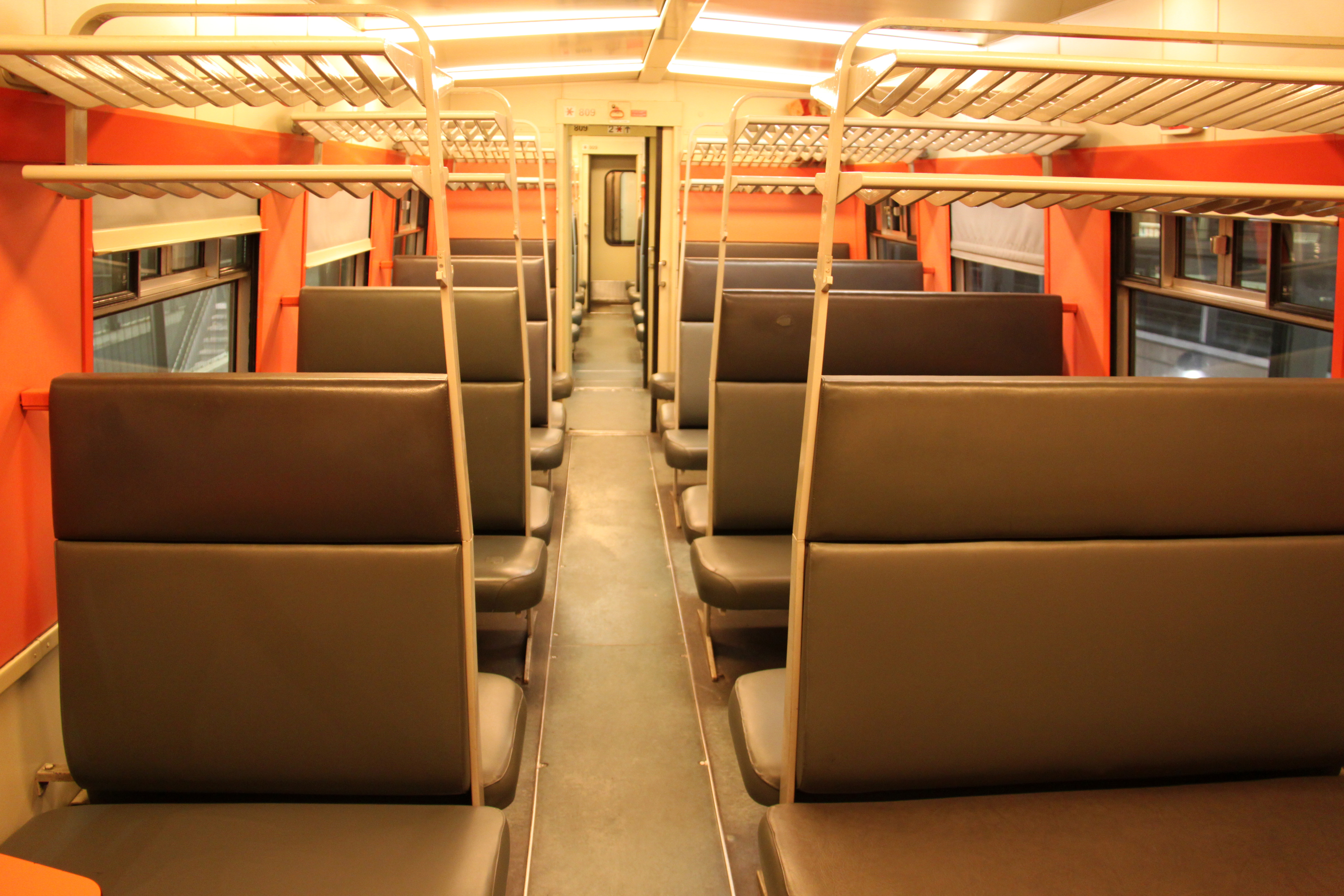
Oude interieur 2e klas
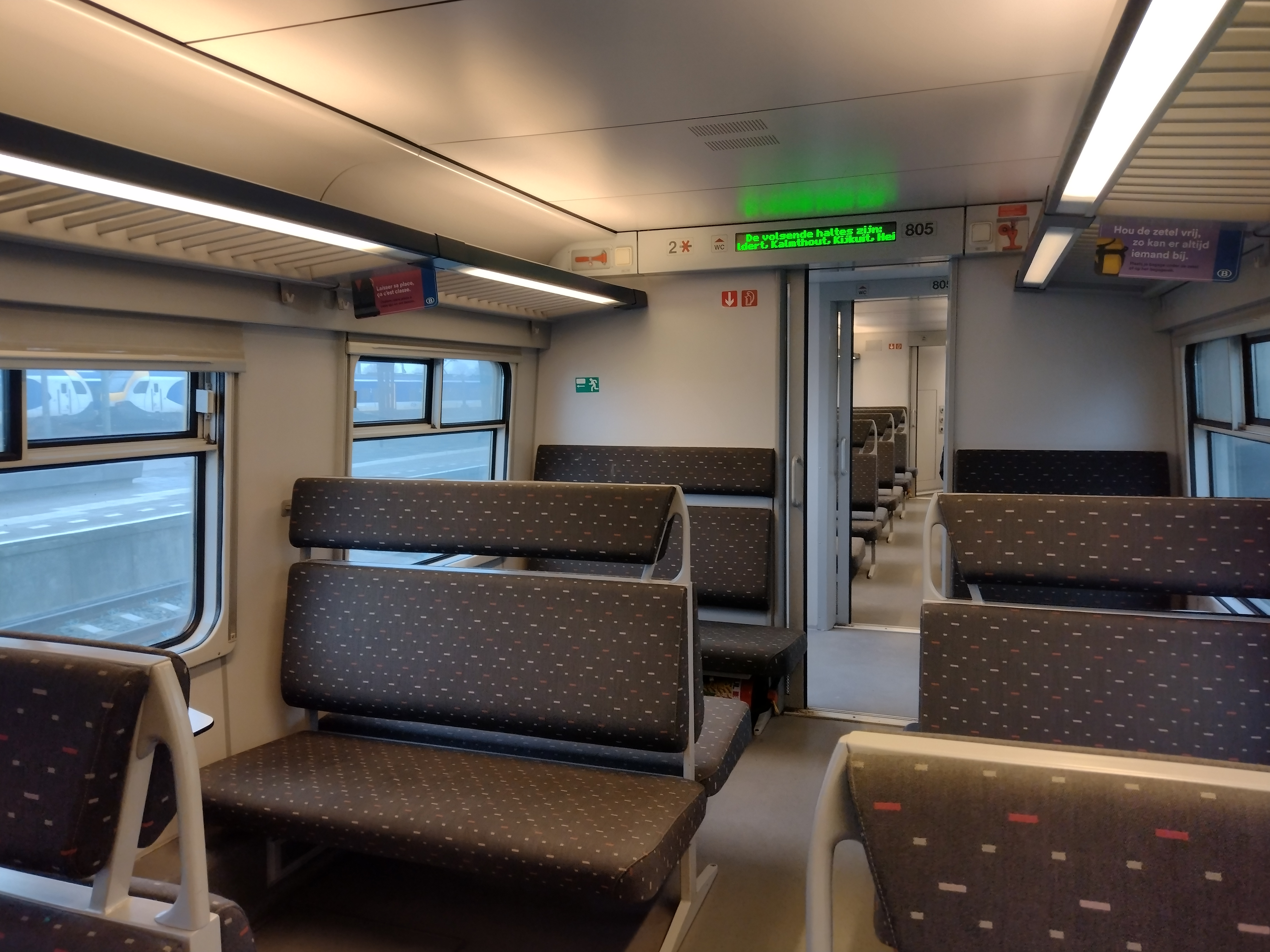
Nieuwe interieur 2e klas
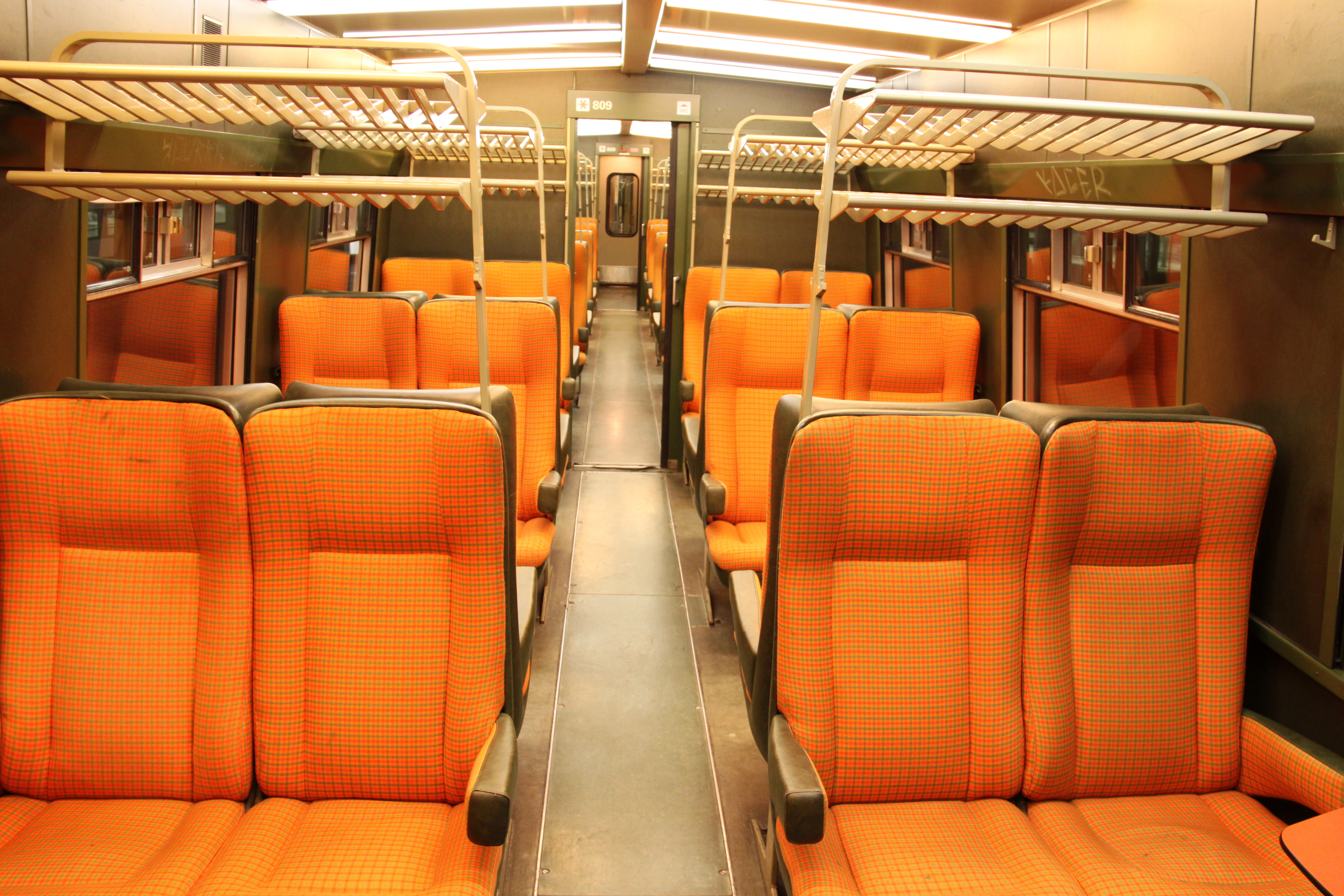
Oude interieur 1e klas
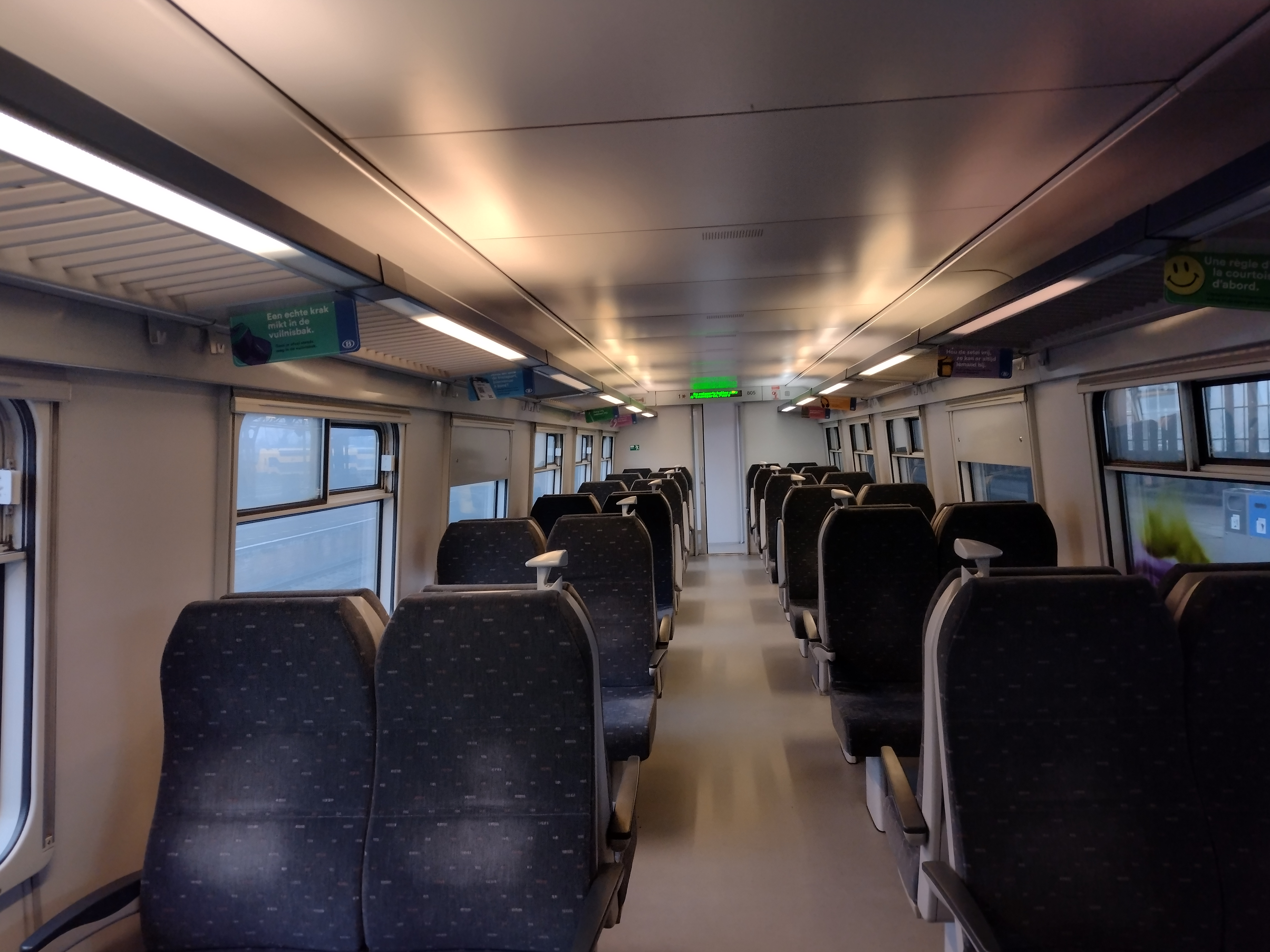
Nieuwe interieur 1e klas
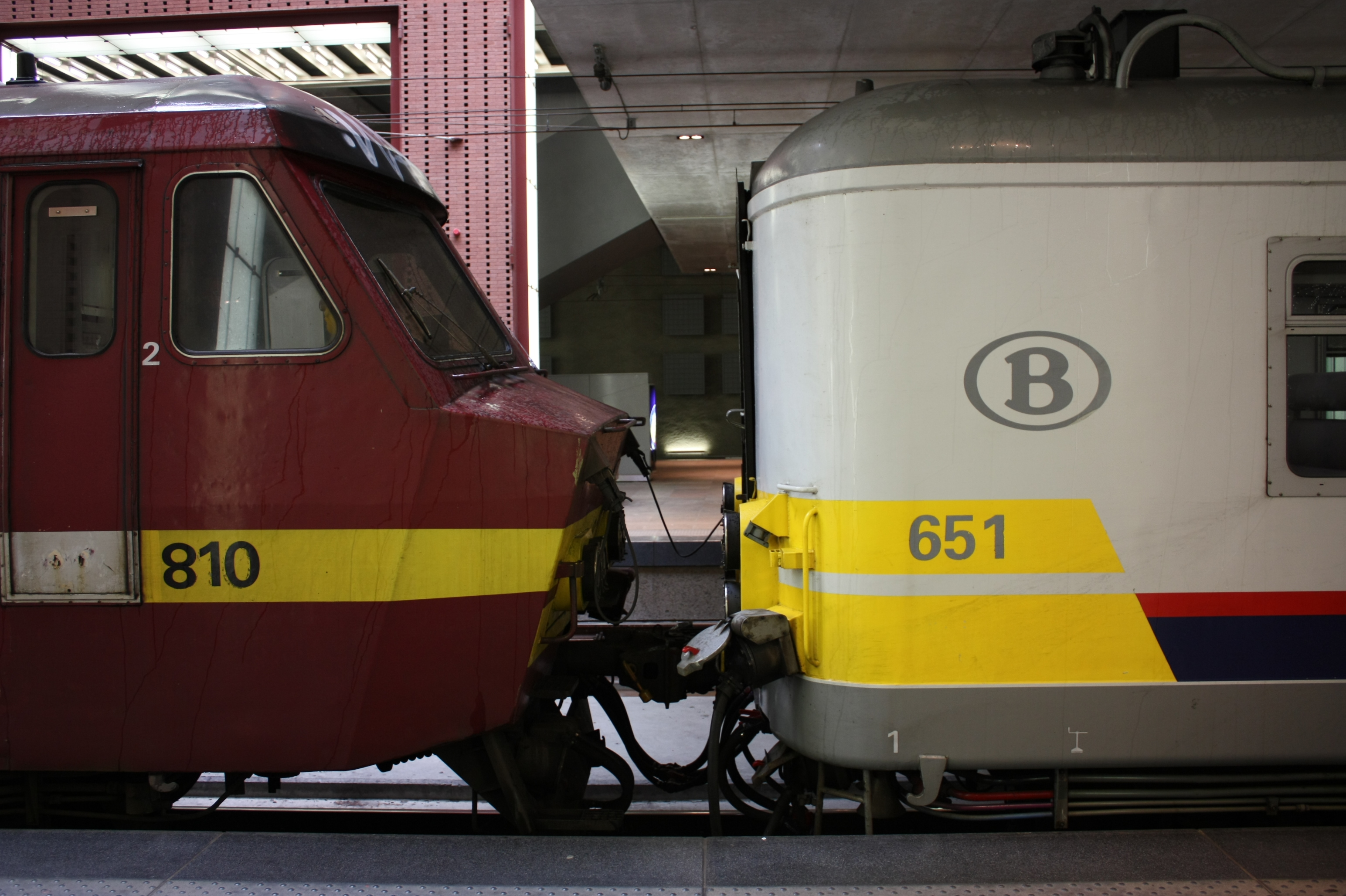
De koppeling tussen deze uiterlijk compleet verschillende types zorgt soms voor verwarring bij passagiers. Aan de rechterkant een gerenoveerd klassiek motorstel
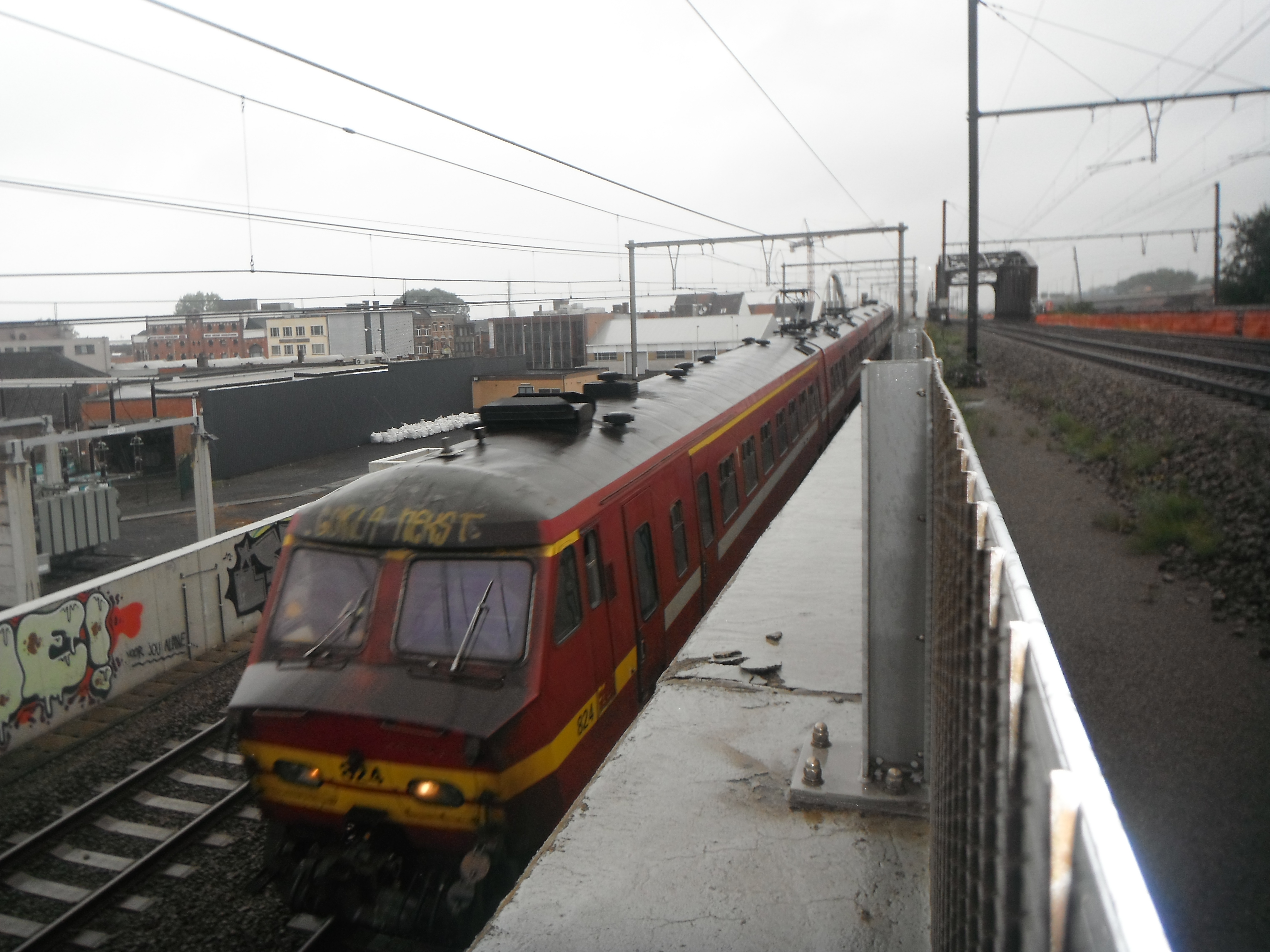
Treinstel 824 rijdt de tunnel naar Antwerpen Centraal in op lijn 25. Aan de rechterkant: lijn 12 ter hoogte van Station Antwerpen-Dam
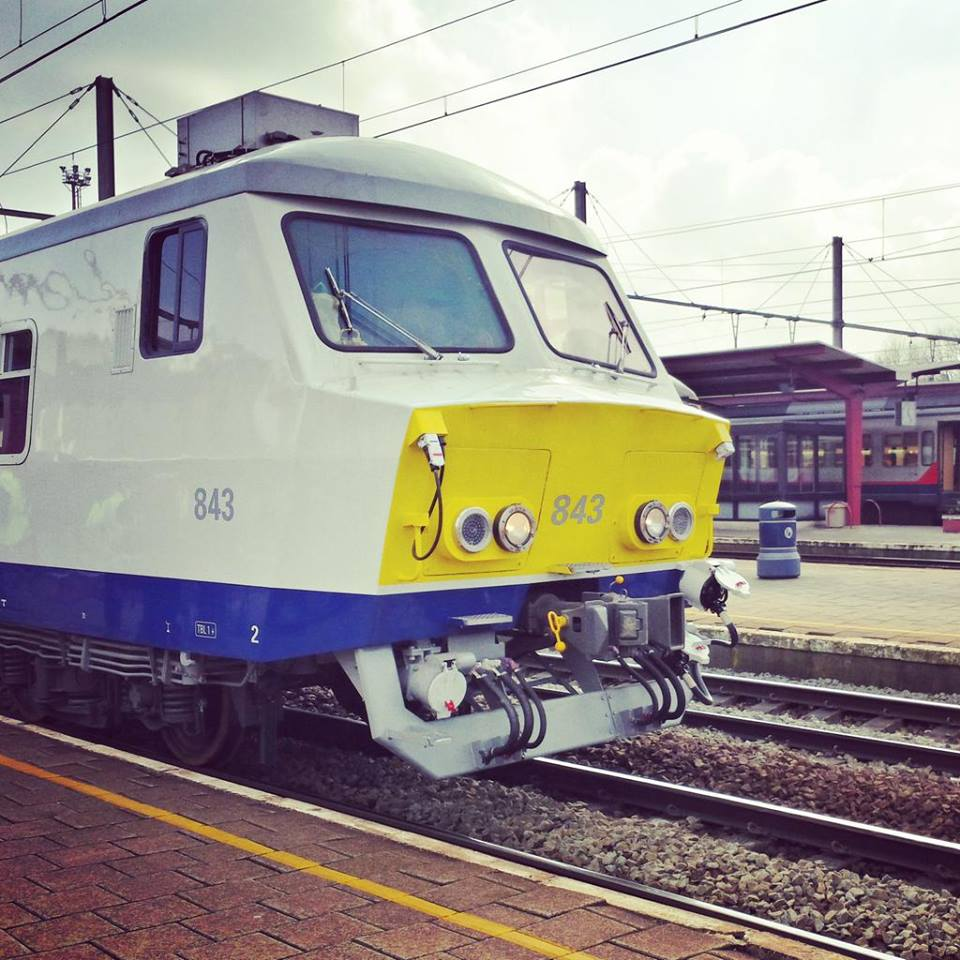
Treinstel 843 in Station Hasselt als prototype van de New Look-kleurstelling
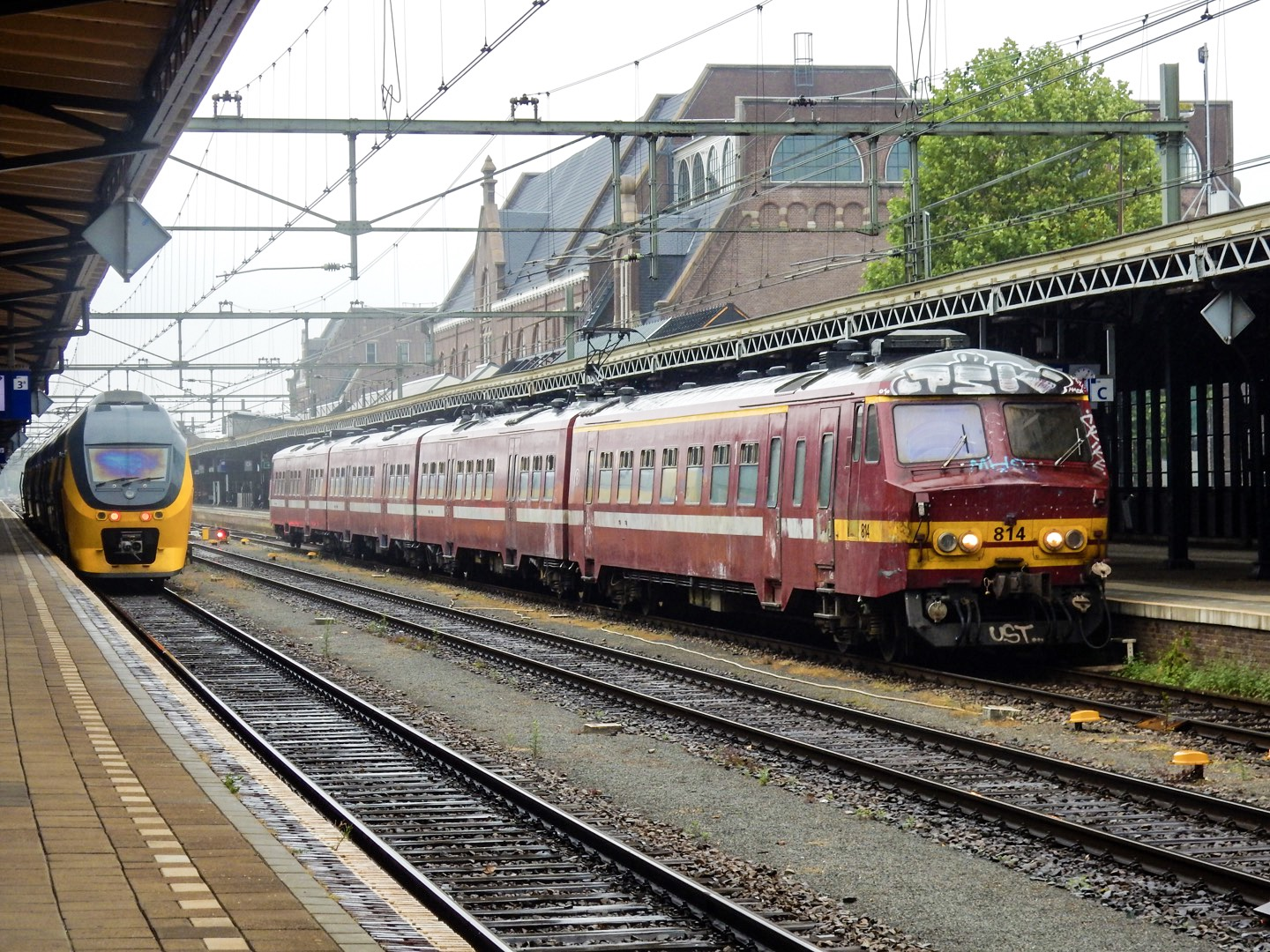
Treinstel 814 op Station Roosendaal
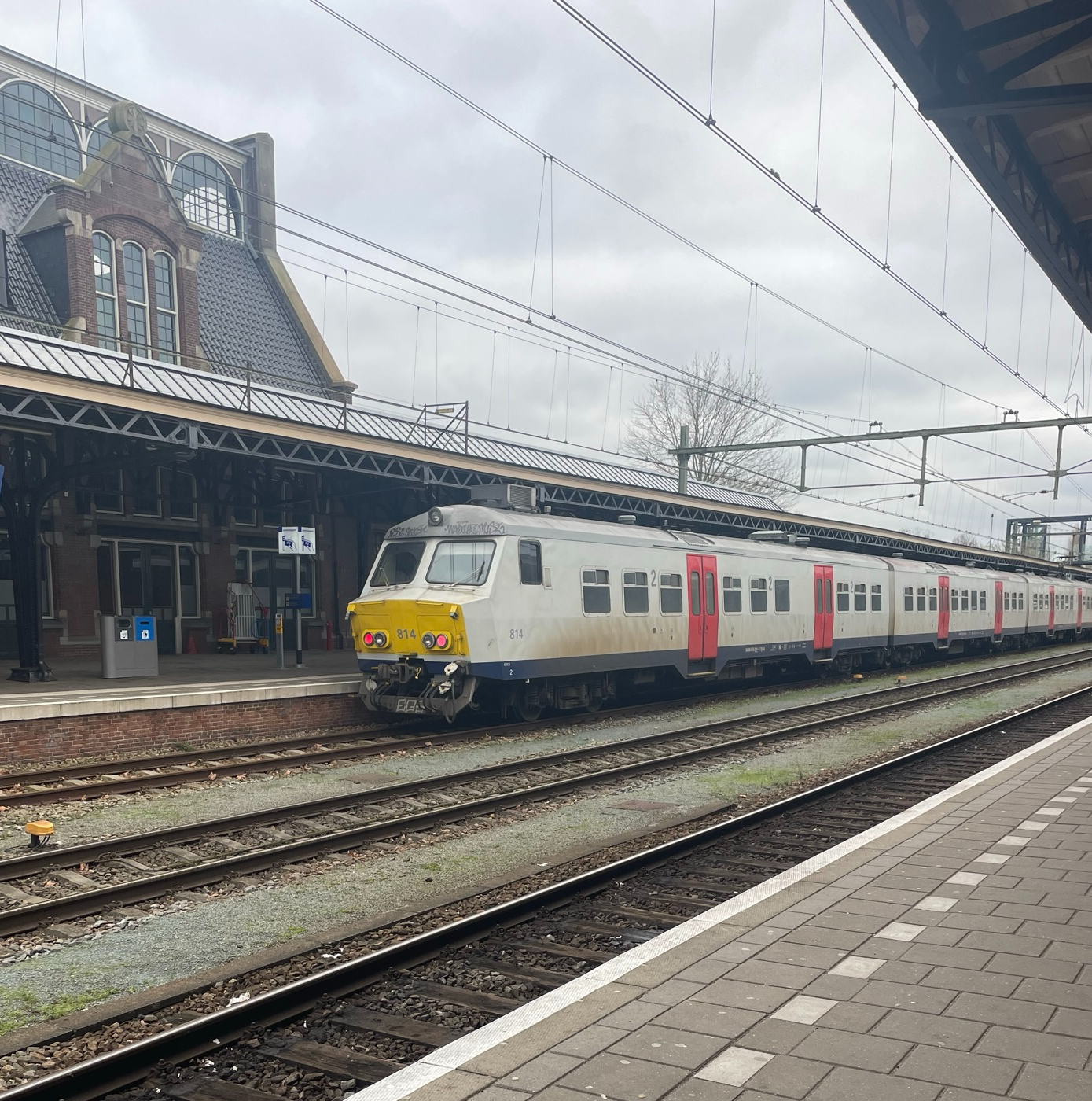
Gerenoveerd treinstel 814 op Station Roosendaal